# Baba Yaga
A Baba Yaga zenekar 1990-ben alakult. Tagjai magyar zenészek, orosz népdalénekesek és az ír származású Jamie Winchester. A zenekar tökéletesen ötvözi a folk-rock és a new wave műfajokat orosz népzenei elemekkel, fúgaszerű és quodlibetre emlékeztető technikákat is alkalmazva.

## A név eredete
Baba Jaga az orosz (cseh, szlovák) népmesék gonosz boszorkánya (bár a XX. századtól kezdve néha nem negatív szereplő, akárcsak Kékszakállú herceg a magyarok számára). Pl. gyerekeket eszik, mint a Jancsi és Juliska boszorkánya, de nem kolbászból van a kerítése, hanem koponyákból és csontokból. Baba Jaga kunyhója Muszorgszkij Egy kiállítás képei c. művében is szerepel az egyik „képen”.

## Történet
A KFT sikerének egyik csúcspontján adott koncertet 1989-ben Szicíliában, Agrigento városban. Jamie Winchester is elkísérte őket erre a turnéra. Amikor az ismét nagy sikerű KFT abbahagyta a zenélést és lejött a színpadról, a zenekar tagjai meghallották az éppen a közelben játszó Karagod orosz népzene-együttest, ami csodálatosan játszotta a híres Ó, nincs este című orosz dalt. Az előadás után Bornai Tibor és Jamie Winchester felkeresték a zenekart és csakhamar megalapították a Baba Yaga együttest.
A zenekar nagyon népszerűvé kezdett válni az egész világon. Számos óriás zenei fesztiválon is részt vettek a legprofibb zenészek között: Glastonbury fesztivál, Arezzo Wave fesztivál, Rudolstadt fesztivál, Köln fesztivál, Open Ohr Mainz fesztivál
2008. augusztus 24-én felléptek Budapesten az A38 koncerthajón, azóta semmi hír róluk. Bár a feloszlást nem jelentették be, azóta az együttes gyakorlatilag nem létezik. A zenekar tenorja, Mihail Emeljanov 2020 szeptemberében elhunyt.

## Diszkográfia

### Baba Yaga (1990)
Megjelenés időpontja: 1990. november 15.
Kiadó: MMC RECORDS
1. All Work And No Play
2. Side to Side
3. Magical Wheel
4. Fill
5. His Secret
6. Travushka
7. It's Me
8. Beating My Dreams Away
9. Days Of Gold
10. Fill
11. Goodbye

### Baba Yaga (1992)
Megjelenés időpontja: 1992.
Kiadó: Deutsche Schallplatten Berlin
1. All Work And No Play
2. Side to Side
3. Magical Wheel
4. Fill
5. His Secret
6. Travushka
7. It's Me
8. Beating My Dreams Away
9. Days Of Gold
10. Fill
11. Goodbye

### Where Will You Go (1993)
Megjelenés időpontja: 1993 szeptember 28.
Kiadó: Master Sound Records
1. Where Will You Go? / Куда Ты Пойдешь?
2. So Ends Another Day / Так Заканчивается День
3. Side To Side / Бок О Бок
4. Red Bird / Красная Птица
5. Time To Try/ Пора Попробовать
6. Back In The U.S.S.R./ Возвращение В СССР
7. All Work And No Play / Работа Без Отдыха
8. It's Me / Это Я
9. Days Of Old / Дни Старого
10. Beating My Dreams Away / Разрушение Мечты
11. All The Lights / Все Огни

### Secret Combination(1999) ~ (2002)
Kiadó: 1999 - Real Records  ~  2002 - Fonó Records
1. Secret Combination
2. Day To Die
3. Edge
4. You Can't Always Get You What You Want
5. A Boy And A Girl
6. Rusalko
7. Wonderland
8. Anyway
9. Playing With My Mind
10. Back In The USSR
11. Lonely Man's Song

## Külső hivatkozások
- Baba Yaga
- Baba Yaga (Port.hu)
- Baba Yaga a Facebookon